# Шоколадный Пушкин
«Шоколадный Пушкин» — седьмой студийный альбом группы «Звуки Му», записанный и выпущенный в 2000 году при участии лейбла «Отделение Выход». Диск создавался Петром Мамоновым практически в одиночестве, без привлечения каких-либо других музыкантов, выполнен в присущей ему экспериментальной манере. Жанр альбома охарактеризован автором как «лит-хоп», своеобразное сочетание прочитываемых литературных произведений со стилистикой хип-хопа или, точнее, трип-хопа, как отмечено в рецензии портала Звуки.ру.
Если предыдущая концертная программа Мамонова под названием «Есть ли жизнь на Марсе?» исполнялась исключительно на сцене и не была реализована в виде отдельного альбома на CD-носителе, то на сей раз он решил выпустить сначала диск, а потом уже сделать на его базе моноспектакль. По словам автора, «Шоколадный Пушкин» на самом деле не имеет никакого отношения ни к поэту Александру Пушкину, ни к шоколаду — такое необычное название пришло к нему от некого нью-йоркского чернокожего диджея, который однажды назвал себя «шоколадным Элвисом».
Премьера спектакля состоялась в Московском драматическом театре им. К. С. Станиславского 11 сентября 2001 года, в день террористических атак на США. Побывавший на премьере обозреватель «Известий» Алексей Филиппов описал действо следующим образом: «Мамонов показывает как, треща от внутреннего напряжения и осыпаясь на ходу, мысль складывается в корявое, безобразное, разрушающее форму, но точно соответствующее своей внутренней сути слово. Временами сил не хватает, и вместо речи рождается вой — герой корчится, пытаясь высказать невыразимое, но Слово не приходит». Юрий Сапрыкин в рецензии для журнала «Афиша» назвал «Шоколадного Пушкина» «набором случайных, слабо связанных друг с другом текстов, жестов, танцев и гитарных партий». Андрей Козенко в обзоре для газеты «Коммерсантъ» отметил сюрреалистичность происходящего на сцене: «По сути, весь спектакль — это набор песенных, танцевальных, речитативных и пародийных номеров, не имеющих между собой даже намёка на смысловую связку». Спектакль в формате «литературных вечеров» шёл более четырёх лет, последний раз это представление было показано в Театре эстрады 19 октября 2005 года.

## Список композиций
Слова и музыка всех песен — написаны Петром Мамоновым.
| №                   | Название            | Длительность |
| ------------------- | ------------------- | ------------ |
| 1.                  | «Бездомный пёс»     | 5:38         |
| 2.                  | «Он проснётся»      | 5:03         |
| 3.                  | «Рулла»             | 3:09         |
| 4.                  | «Бунтари»           | 5:48         |
| 5.                  | «П. Ж.»             | 6:13         |
| 6.                  | «Уругвай»           | 4:15         |
| 7.                  | «Крам»              | 4:10         |
| 8.                  | «Машины»            | 5:01         |
| 9.                  | «Звёздная»          | 3:31         |
| 10.                 | «Ма:»               | 0:06         |
| 11.                 | «П. Ж. симфо»       | 2:22         |
| 12.                 | «Рэп-2»             | 4:46         |
| 13.                 | «Чего хочешь?»      | 5:31         |
| 14.                 | «Конец +»           | 1:11         |
| Общая длительность: | Общая длительность: | 56:56        |